# Municipio de Perry (condado de Morrow)
El municipio de Perry (en inglés: Perry Township) es un municipio ubicado en el condado de Morrow en el estado estadounidense de Ohio. En el año 2010 tenía una población de 1942 habitantes y una densidad poblacional de 35,81 personas por km².

## Geografía
El municipio de Perry se encuentra ubicado en las coordenadas 40°35′36″N 82°39′27″O / 40.59333, -82.65750. Según la Oficina del Censo de los Estados Unidos, el municipio tiene una superficie total de 54.22 km², de la cual 54,22 km² corresponden a tierra firme y (0 %) 0 km² es agua.

## Demografía
Según el censo de 2010, había 1942 personas residiendo en el municipio de Perry. La densidad de población era de 35,81 hab./km². De los 1942 habitantes, el municipio de Perry estaba compuesto por el 98,46 % blancos, el 0,46 % eran afroamericanos, el 0,21 % eran amerindios, el 0,21 % eran asiáticos y el 0,67 % eran de una mezcla de razas. Del total de la población el 0,77 % eran hispanos o latinos de cualquier raza.